# More Precious Than Gold (film 1909)
More Precious Than Gold è un cortometraggio muto del 1909. Il nome del regista non viene riportato nei credit del film.

## Trama
La povera famiglia di Emma viene vessata dal padrone di casa, un vecchio avaro che ha deciso di sposare la ragazza. Questa ha già un fidanzato, Tom, che lavora lontano per il Dipartimento Asiatico. Per aiutare la madre, Emma acconsente alle nozze. Ma Tom riuscirà a interrompere la cerimonia.

## Produzione
Il film fu prodotto dalla Lubin Manufacturing Company.

## Distribuzione
Distribuito dalla Lubin Manufacturing Company, il film - un cortometraggio in una bobina  - uscì nelle sale cinematografiche statunitensi il 28 ottobre 1909.